# Fától az erdőt
A Fától az erdőt (Into the Woods) a Született feleségek (Desperate Housewives) című amerikai filmsorozat hatvanhetedik epizódja. Az Amerikai Egyesült Államokban először az ABC (American Broadcasting Company) adó sugározta 2007. május 6-án.

## Az epizód cselekménye
Lynette Scavo már-már szokványossá vált romantikus estéje a pizzázóban, Rickkel rémálommá válik, amikor betörők lepik meg őket a vacsoraasztalnál, és bezárják őket az 5 fokos ételhűtőbe. Gabrielle végre kezdi élvezni a leendő politikusfeleség szerepét, de hamar elszalad vele a ló, amikor szóváltásba keveredik egy büntetőcédulát osztogató rendőrrel. Victor megnyeri a választásokat, és Traversért eljön az apja, hogy hazavigye, ami különböző problémákat gerjeszt. Susan - miután elengedte Ian-t - döbbenten és kétségbeesetten értesül arról, hogy Mike összecsomagolt, s elhagyta a házát, ezért elindul utána a hegyekbe, hogy megkeresse őt és bevallja neki, hogy még mindig szereti. Miután Tom kiszabadította őket, Lynette hamarosan fájdalmas felismerésre jut a saját érzéseit illetően, ami komolyan befolyásolhatja a családi életét. Susan elindul Tonival, az idegenvezetővel, és útközben elszökik tőle, de másnap reggel egymásra talál a két szerelmes...

## Mellékszereplők
- John Slattery - Victor Lang
- Jake Cherry - Travers McLain
- Jason Gedrick - Rick Coletti
- Greg Evigan - Charles McLain
- Alec Mapa - Vern
- Rusty Schwimmer - Toni
- Meeghan Holaway - Elizabeth
- Scott Atkinson - tisztviselő
- Jeffrey Stubblefield - Jerome
- Simon Brooke - betörő
- Brendan Patrick Connor - Jeffrey Scott
- Todd Kimsey - Thompson parkőr
- Tyler Brooks - parkőr
- Christine Clayburg - hírbemondó
- Jenn Liu - pincérnő

## Mary Alice epizódzáró monológja
- A narrátor, Mary Alice monológja az epizód végén így hangzik (a magyar változat alapján):

"Bárki bármikor áldozattá válhat. Megsérülhet mások gonoszsága által. De ejtse a sebet egy fondorkodó volt feleség, vagy egy pofon, amit vonzalmunk tárgyától kapunk - eljön az a pillanat, amikor össze kell szednünk magunkat és továbbmennünk az úton. De ha erre képtelenek vagyunk, csak fohászkodhatunk a megmentésért."

## Epizódcímek szerte a világban
- Angol: Into the Woods (Be az erdőbe)
- Francia: Amour, gloire et PV (A szerelem, a szépség és a parkolócédulák)
- Német: Opfer (Áldozatok)
- Olasz: Nella Foresta (Az erdőben)
- Spanyol: En el Bosque (Be az erdőbe)
- Holland: Chodźmy w las! (Irány az erdő!)